# Tjärnet (Öxabäcks socken, Västergötland)
Tjärnet är en sjö i Marks kommun i Västergötland och ingår i Viskans huvudavrinningsområde.